# 杜小丛
杜小丛（1962年1月—），中华人民共和国外交官，曾任中华人民共和国驻佛得角共和国特命全权大使。

## 生平
1985年，进入中华人民共和国外交部工作，先后在驻索马里大使馆、外交部非洲司、驻南非研究中心任职。1997年，挂职河北省曲周县副县长。1998年，回任外交部非洲司副处长，后升处长。2000年，任驻乌干达大使馆参赞。2005年，任外交部非洲司参赞。2006年，任常驻联合国代表团参赞。2010年，任外交部非洲司参赞。2013年，任中国海洋石油总公司国际公司副总经理。2014年，任外交部非洲司副司长。2015年3月，出任中华人民共和国驻佛得角大使。2022年4月，自驻佛得角大使离任。

## 家庭
已婚，有一子。